# 蘇原站
蘇原站（日语：／ Sohara eki */?）是位於日本岐阜縣各務原市蘇原瑞雲町一丁目的東海旅客鐵道（JR東海）高山本線鐵道車站。
各務原市代表站、乘降人数和列車停車班次不比鵜沼站少。

## 車站構造
側式月台1面1線和島式月台1面2線、合計2面3線，可進行列車交會的地面車站。設有廁所。特急列車於追越普通列車時、1號線和3號線供普通列車待避、特急列車於2號線通過。不需要待避的場合下行1號線、上行2號線停車。
岐阜站負責管理的無人車站。設置有TOICA専用簡易改札機。沒有自動售票機。

### 月台配置
| 月台 | 路線     | 方向 | 目的地             |
| ---- | -------- | ---- | ------------------ |
| 1    | 高山本線 | 下行 | 美濃太田、高山方向 |
| 2、3 | 高山本線 | 上行 | 岐阜、名古屋方向   |

## 車站周邊
- 名古屋鐵道各務原線 - 三柿野站
- 川崎重工業岐阜工場
- 航空自衛隊岐阜基地
- 前渡不動尊

## 历史
- 1942年（昭和17年）
  - 6月1日 - 高山本線那加 - 各務原間新設開業。限旅客營業。
  - 11月15日 - 貨物取扱開始。
- 1978年（昭和53年）10月1日 - 貨物取扱廢止。
- 1987年（昭和62年）4月1日 - 國鐵分割民營化成為東海旅客鐵道（JR東海）車站。
- 1997年（平成9年） - 站舎改築。
- 2010年（平成22年）3月13日 - TOICA導入

## 相鄰車站
東海旅客鐵道
 高山本線
那加（CG02）－蘇原（CG03）－各務原（CG04）